# Ulica Icchaka Lejba Pereca we Wrocławiu
Ulica Icchaka Lejba Pereca – wrocławska ulica łącząca skrzyżowanie ulic Grabiszyńskiej i Lubuskiej ze środkowym odcinkiem ul. Stalowej. Nazwa została nadana na cześć polskiego i żydowskiego pisarza Icchoka Lejba Pereca.

## Historia
Ulica powstawała w latach 1870–1910. Kamienice stojące dziś przy ul. Pereca zostały zbudowane w latach 1900–1910 i są to w większości obiekty zabytkowe. Podczas oblężenia Wrocławia w 1945 r. znaczna część zabudowy wzdłuż tej ulicy legła w gruzach, zachowały się tylko – mocno uszkodzone – nieliczne kamienice i obiekty, które zostały odbudowane do lat 60. XX wieku. W 1964 r. między ulicami Pereca a Grochową wybudowano dwie szkoły podstawowe (na podstawie projektu Jadwigi Grabowskiej-Hawrylak), które w 2000 roku połączono w Zespół szkół nr 11. W podwórzu przy skrzyżowaniu z ul. Żelazną znajduje się szkoła podstawowa prowadzona przez Fundację Kultury i Edukacji Żydowskiej „Gesher”. Bloki przy południowo-zachodnim końcu ulicy pochodzą głównie z lat 60. XX w.
Przy ulicy Pereca i w najbliższym jej sąsiedztwie znajdują się, oprócz kamienic i bloków mieszkalnych, także liczne małe lokale handlowe i zakłady usługowe. Przy skrzyżowaniu z ul. Lwowską, w pomieszczeniach dawnych delikatesów, mieści się jedna z najstarszych we Wrocławiu cukierni. Przy skrzyżowaniu z ul. Żelazną znajduje się Urząd Pocztowy nr 38.
W latach stanu wojennego ulica ta była widownią demonstracji antyrządowych. W ich trakcie dochodziło do zamieszek i walk z ZOMO, ORMO i żołnierzami kompanii desantowo-szturmowej. Pobliskiemu Placowi Pereca protestujący nadali nazwę „Gas-Platz”, natomiast ulicy Grabiszyńskiej – „ZOMO-Strasse”. W czasie demonstracji niejednokrotnie budowano barykady aby zablokować ulicę i utrudnić działania milicji.

## Komunikacja

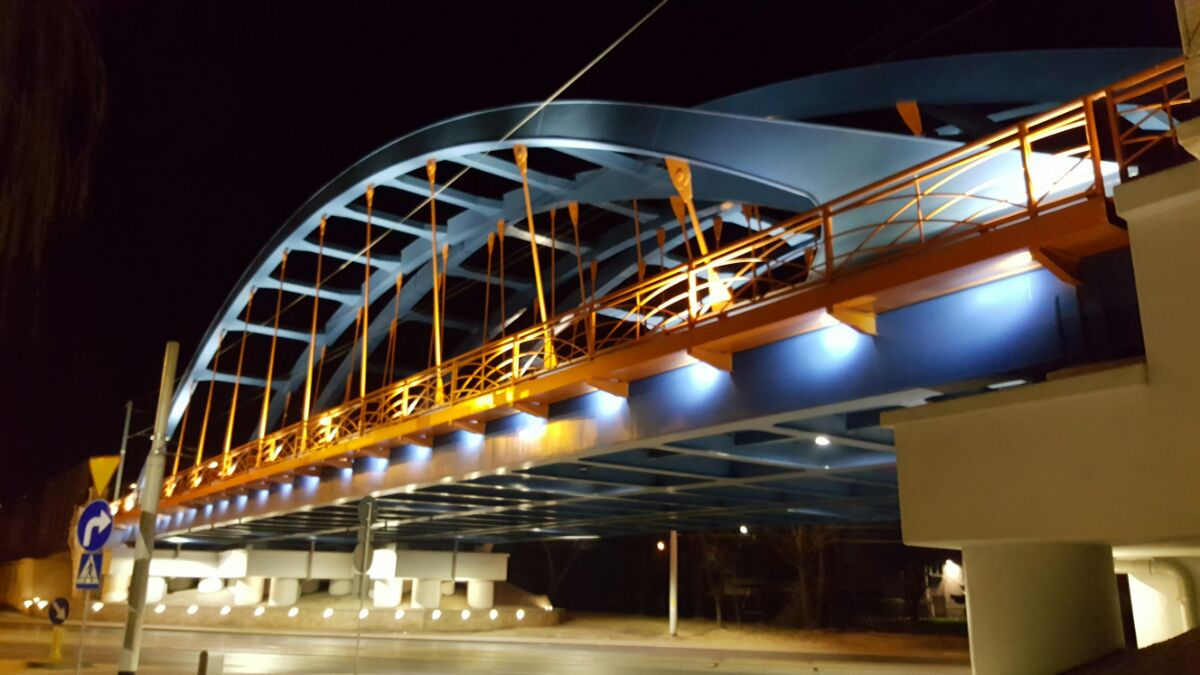
Wiadukt przy skrzyżowaniu z ul. Grabiszyńską i Lubuską

| Przystanek „Pereca” | Przystanek „Pereca” | Przystanek „Pereca”               | Przystanek „Pereca” |  |
|                     | Numer               | Kierunek                          | Uwagi               |  |
| ------------------- | ------------------- | --------------------------------- | ------------------- |  |
| Tramwaj             | 4                   | Biskupin ↔ Oporów                 |                     |  |
| Tramwaj             | 5                   | Oporów ↔ Księże Małe              |                     |  |
| Tramwaj             | 11                  | Grabiszyńska (cmentarz) ↔ Kromera |                     |  |
| Tramwaj             | 14                  | Krzyki ↔ Osobowice                |                     |  |
| Autobus             | 126                 | Kozanów ↔ Racławicka (pętla)      |                     |  |
| Autobus             | 251                 | Litewska (pętla) ↔ Krzyki         | nocny               |  |

## Nazwa
Przed II wojną światową ulica nosiła nazwę Rhediger Strasse. Po wojnie początkowo nazywała się ul. Zbożową, następnie – do lat 80. XX w. – ul. Leona Pereca.